# 巴德马·巴尚卡耶夫
巴德马·尼古拉耶维奇·巴尚卡耶夫（羅馬化：Badma Nikolayevich Bashankayev；1978年6月16日—）是俄罗斯外科医生和政治人物。
巴尚卡耶夫1978年出生于皮亚季戈尔斯克。2002年，他毕业于莫斯科国立谢切诺夫第一医科大学。他的职业是一名外科医生。
他是2021年俄罗斯国家杜马选举中统一俄罗斯党的候选人。他以40.55%的得票率当选为卡尔梅克选区国家杜马议员，取代了未能再次获得提名的玛丽娜·穆卡别诺娃。2023年6月13日，他被任命为卫生委员会主席。

## 制裁
巴尚卡耶夫于2022年因俄乌战争而受到英国政府制裁。